# Ormsjökullen
Ormsjökullen är ett naturreservat i Åsele kommun i Västerbottens län.
Området är naturskyddat sedan 2009 och är 148 hektar stort. Reservatet omfattar de högsta delarna av Ormsjökullen och Snödberget med sluttningar främst åt sydväst och sydöst. Reservatet består av blandbarrskog på sina platser talldominerad.